# Segunda guerra israelita-aramea
La Segunda guerra israelita-aramea es narrada brevemente en la Biblia, en el primer libro de los reyes, en el capítulo 15 vers. 16. Esto comenzó cuando Baasa, rey de Israel comenzó a amurallar la ciudad de Ramá, (posiblemente la actual Ramallah) en el límite sur del reino de Israel, para cortarle todas las vías de comunicación al rey Asa de Judá, este sintiéndose aproblemado por esto compró la ayuda del rey de los arameos Ben-Hadad I que era hijo del rey Tabrimón, el cual era nieto de Rezon, fundador del reino de Damasco. Asa, le mandó los tesoros de la casa de Adonay, diciéndole: Que los 2 tengamos una alianza, como la hubo entre nuestros padres, te envío estos tesoros de oro y plata para que rompas tu alianza con Baasa, para que se retire de mi. Ben-Hadad respondió atacando a Baasa y conquistaron las ciudades de Ion, Dan, Abel-maim y otras ciudades de aprovisionamiento de la tierra de Neftalí, por lo que este dejó de fortificar la ciudad de Ramá. Asa y sus súbditos tomaron los materiales que quedaron de la edificación, y los uso para fortificar Geba y Mizpa.
- Datos: Q6087692